# L'Épouse du roi Candaule
L’Épouse du roi Candaule ou La Nudité volée est un tableau réalisé en 1857 par le peintre français Jean-Léon Gérôme. Ce tondo de 54,5 centimètres de diamètre a été exécuté sur toile à la peinture à l'huile. Il constitue le portrait nu de la reine du roi Candaule que beaucoup identifie par le prénom « Nyssia».  L'œuvre est conservée depuis 2022 au sein des collections du Musée d'Art de Ponce, à Porto Rico.

## Inspiration
Gérôme s'inspire de l'histoire de Gygès et Candaule racontée par l'historien grec Hérodote dans le premier livre de ses Histoires et reprise par Théophile Gautier pour une nouvelle en 1844.
Candaule ne cessait de vanter la beauté de sa femme à son confident Gygès, qui était le fils d'un de ses gardes. Pensant que Gygès doutait des charmes de la reine, Candaule lui ordonne de faire tout son possible pour la voir nue. Gygès, qui s'estime indigne de cette proposition, refuse. Le roi parvient à le rassurer et Gygès accepte finalement de se cacher dans la chambre royale au moment où la reine se déshabille, mais celle-ci s'en aperçoit. Elle décide alors de ne rien laisser paraître et prépare sa vengeance contre le roi qu'elle tient pour l'auteur de cet outrage. Le lendemain, elle convoque Gygès et lui propose un marché : soit il assassine Candaule pour obtenir sa main et le trône de Lydie, soit il est exécuté. Après quelques hésitations, Gygès choisit de poignarder le roi et s'empare du trône de Sardes.
Force gens ont esté l’instrument de leur mal ; 

Candaule en est un témoignage. 

Ce Roy fut en sotise un trés-grand personnage ; 

Il fit pour Gygés son vassal

Une galanterie imprudente et peu sage.

Vous voyez, luy dit-il, le visage charmant

Et les traits délicats dont la Reyne est pourvue ;

Je vous jure ma foy que l’accompagnement 

Est d’un tout autre prix, et passe infiniment ; 

Ce n’est rien qui ne l’a vue toute nue.
— Jean de La Fontaine, Le Roy Candaule et le Maître en Droit.
Dans sa composition le peintre s’est inspiré d'Ingres avec La Dormeuse de Naples

## Description
L’œuvre représente Nyssia, la femme du roi Candaule, allongée nue, légèrement adossée, sur un simple lit couvert d’un drap blanc. Elle est tournée face aux spectateurs et derrière elle les tentures vertes laissent entrevoir Gygès qui l’épis avec la complicité d’un Cupidon tenant une torche.
Nyssia se tient les bras relevés derrière la tête. Ses cheveux bruns sont tressés. Elle a les jambes repliées mais légèrement écartées.
Une feuille de vigne verte est à proximité sur le drap.
Le tableau est signé au centre à gauche sur deux lignes : J-L. Gérôme et 1857.

## Historique
Le tableau est réalisé 2 ans avant Le Roi Candaule.
En septembre 2022 il est adjugé pour 17 112 € lors d’une vente tenue à Nantes par Ivoire - Couton - Veyrac.

## Galerie

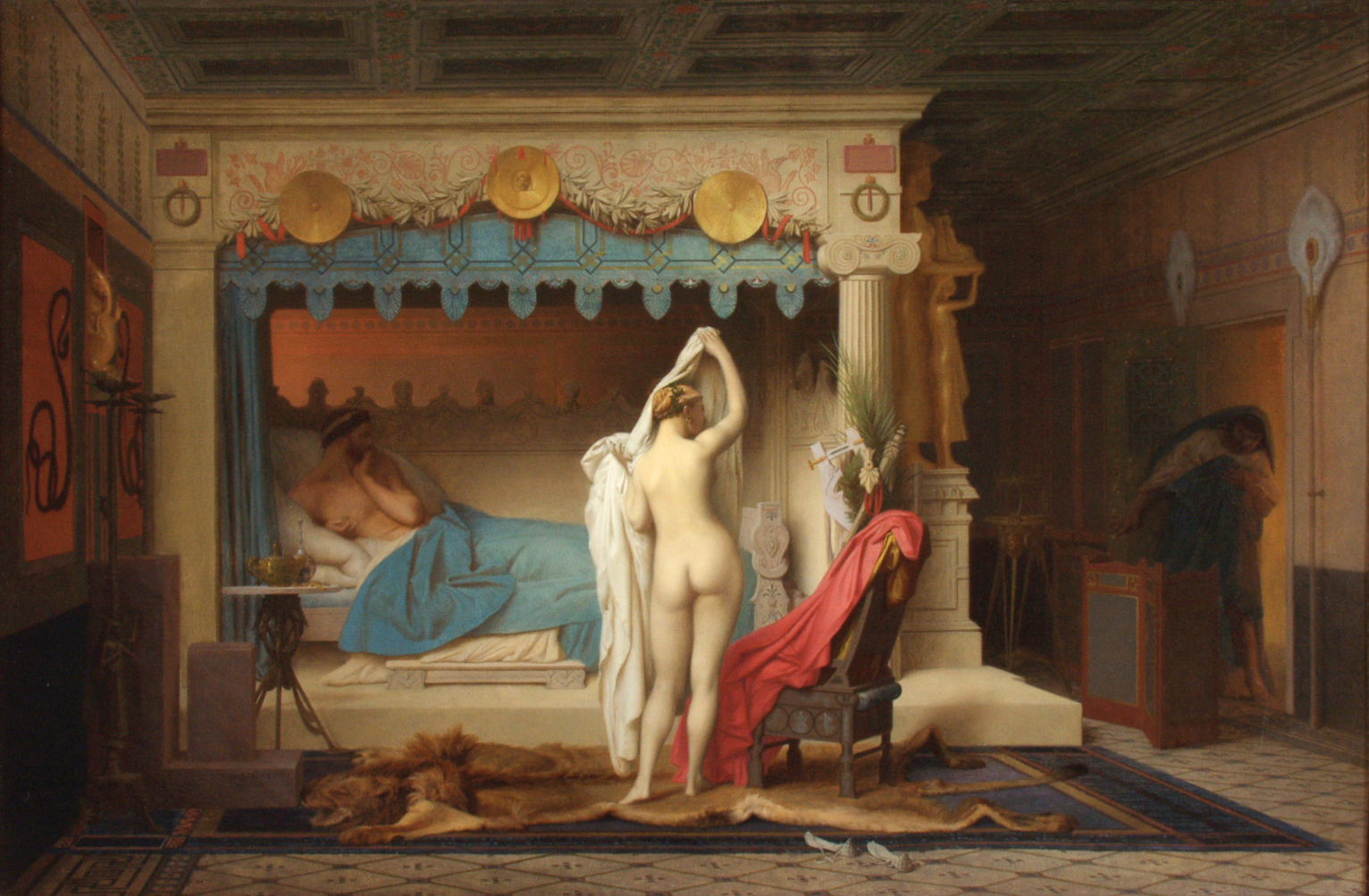
Le Roi Candaule.
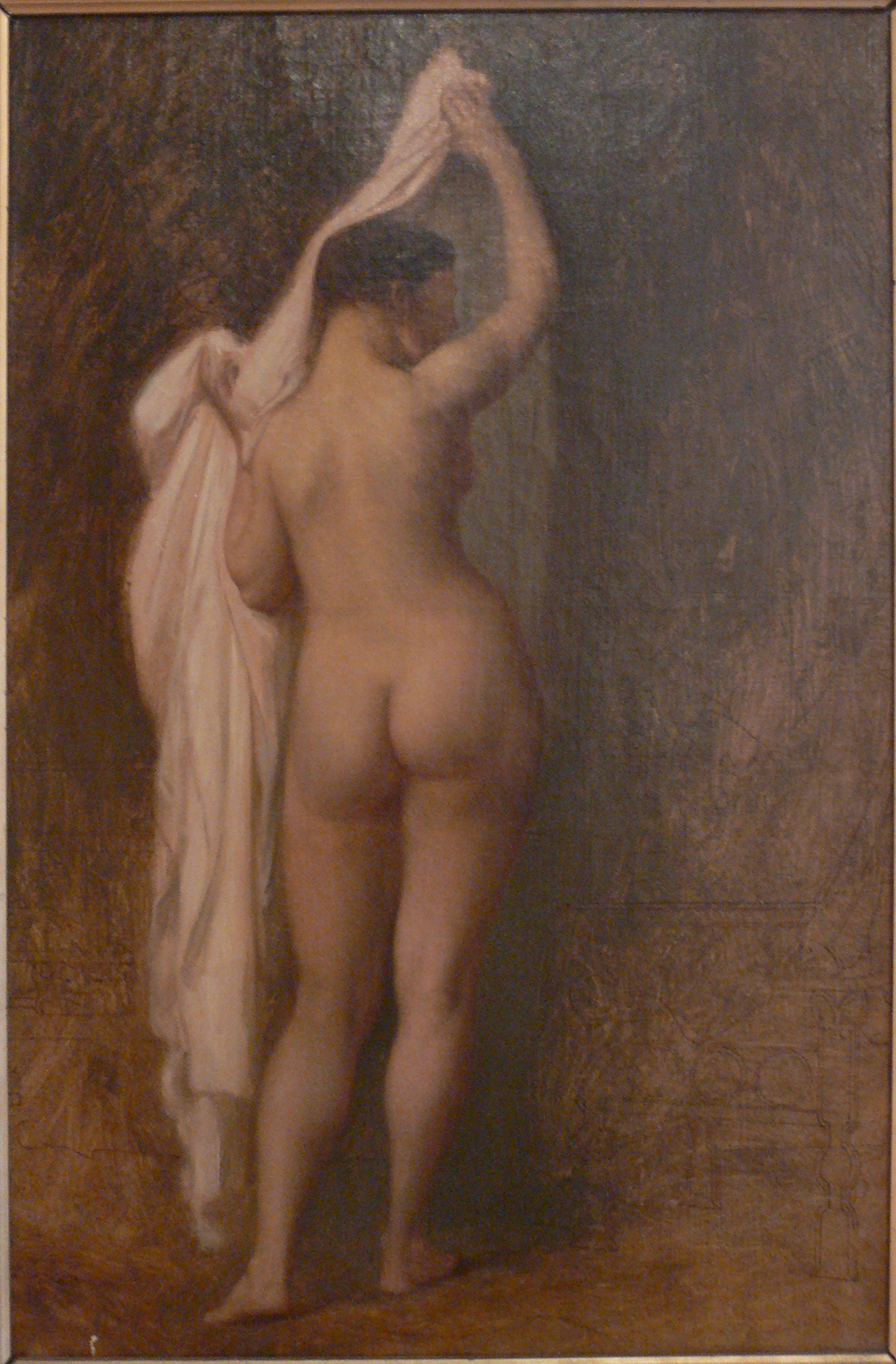
Étude de la reine de Lydie pour le roi Candaule.
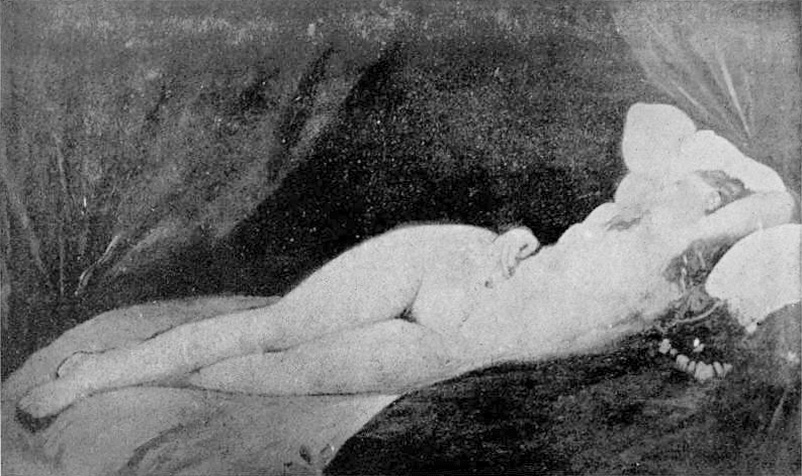
La Dormeuse de Naples.